# Museo del Presidente Gerald R. Ford
El Museo Presidencial de Gerald R. Ford es parte de las Bibliotecas Presidenciales de los Estados Unidos de América dirigidas y administradas por Archivo Nacional de los Estados Unidos y está situada en Grand Rapids, Míchigan, el distrito donde Gerald R. Ford fue representante en la cámara de representantes a partir de 1949 a 1973. Está situado en la intersección de la Calle Perla y Scribner, cerca del campus Universitario de Gran Rapids, Míchigan. El museo se abrió en septiembre de 1981.
De todas las Biblioteca y museos presidenciales, la del Presidente Ford son dos edificios geográficamente separados. La biblioteca presidencial de Gerald R. Ford está situada en Ann Arbor, Míchigan, y el Museo en el campus de la universidad de Míchigan en Grand Rapids.
Después de la muerte de Ford el 26 de diciembre de 2006, millones de gente rindieron tributo al presidente sobre la base del museo. Un monumento espontáneo con velas, banderas estadounidenses, flores, y notas manuscritas fueron instaladas en la entrada de la calle Perla, al museo. Durante la noche del 2 de enero de 2007, y la mañana del 3 de enero, alrededor 60.000 personas vieron la ataúd Ford llegar para su último descanso en el museo. Ford fue enterrado sobre la base del museo después de tributos en la capital, Washington D. C., y en California.
El museo está abierto todos los días de 10:00 a. m. a 5:00 p. m. excepto domingo de 12:00 a 17:00.